# Autòmat per subprocessos
En teoria d'autòmats, un autòmat per subprocessos és un tipus estès d'una màquina d'estats finita que reconeix un llenguatge lleugerament sensible al context.

## Definició formal
Un autòmat per subprocessos és:
- un conjunt {\displaystyle N} d'estats
- un conjunt {\displaystyle \Sigma }de símbols terminals
- un estat inicial {\displaystyle A_{S}\in N}
- un estat final {\displaystyle A_{F}\in N}
- un conjunt de camins {\displaystyle U}
- una funció parcial {\displaystyle \sigma :N\to U^{\perp }}on {\displaystyle U^{\perp }=U\{\perp \}{\text{ per}}\perp \notin U}
- un conjunt finit de transicions {\displaystyle \Theta }

Un camí {\displaystyle u_{1}...u_{n}\in U} és una cadena de components de camí {\displaystyle u_{i}\in U}, on n pot ser 0, i el camí buit es denomina {\displaystyle \epsilon }. Un subprocés te la forma {\displaystyle u_{1}...u_{n}:A} on {\displaystyle u_{1}...u_{n}\in U}és un camí i {\displaystyle A\in N} és un estat. Un magatzem d'estats {\displaystyle S} és un conjunt finit de camins, que es pot veure com una funció parcial de {\displaystyle U^{*}} cap a {\displaystyle N}tal que {\displaystyle dom(S)}és tancat pel prefix.
Una configuració per un autòmat per subprocessos és una tripleta {\displaystyle \langle l,p,S\rangle } on l denota la posició actual de la cadena d'entrada, p és el subprocés actiu i S és el magatzem de subprocessos que conte p. La configuració inicial és {\displaystyle \langle 0,\epsilon ,\{\epsilon :A_{S}\}\rangle }. La configuració final és {\displaystyle \langle n,u,\{\epsilon :A_{S},u:A_{F}\}\rangle }on n és la longitud de la cadena d'entrada i u abrevia {\displaystyle \sigma (A_{S})}. Una transició del conjunt {\displaystyle \Theta }pot ser de les formes següents i canvia la configuració de la següent manera:
- SWAP {\displaystyle B\rightarrow _{a}C}: consumeix el símbol d'entrada a i canvia l'estat del subprocés actiu de {\displaystyle \langle l,p,S\cup \{p:B\}\rangle }a {\displaystyle \langle l+1,p,S\cup \{p:C\}\rangle }
- SWAP {\displaystyle B\rightarrow _{\epsilon }C}: similar que l'anterior però no consumeix el símbol d'entrada a i canvia l'estat del subprocés actiu de {\displaystyle \langle l,p,S\cup \{p:B\}\rangle }a {\displaystyle \langle l,p,S\cup \{p:C\}\rangle }
- PUSH C: crea un nou subprocés i suspèn el seu subprocés pare, canvia l'estat: {\displaystyle \langle l,p,S\cup \{p:B\}\rangle } a {\displaystyle \langle l,p,S\cup \{p:B,pu:C\}\rangle }on {\displaystyle u=\sigma (B)} i {\displaystyle pu\notin dom(S)}
- POP [B]C: finalitza el procés actiu retornant el control al seu subprocés pare, canvia l'estat {\displaystyle \langle l,pu,S\cup \{p:B,pu:C\}\rangle } a {\displaystyle \langle l,p,S\cup \{p:C\}\rangle }on {\displaystyle \sigma (C)=\perp } i {\displaystyle pu\notin dom(S)}
- SPUSH [C] D: reactiva un subprocés suspès del subprocés actiu, canvia l'estat {\displaystyle \langle l,p,S\cup \{p:B,pu:C\}\rangle }a {\displaystyle \langle l,pu,S\cup \{p:B,pu:D\}\rangle } on {\displaystyle u=\sigma (B)}
- SPOP [B] D: reactiva el procés pare del subprocés actiu, canvia l'estat {\displaystyle \langle l,pu,S\cup \{p:B,pu:C\}\rangle } a {\displaystyle \langle l,p,S\cup \{p:D,pu:C\}\rangle } on {\displaystyle \sigma (C)=\perp }

Es pot provar que {\displaystyle \sigma (B)=u} per les transicions POP i SPOP i {\displaystyle \sigma (C)=\perp }per les transicions PUSH.
Una cadena d'entrada s'accepta per l'autòmat si hi ha una seqüència que canvia la configuració de l'estat inicial fins a l'estat final.